# Distretto di Vargas Guerra
Il distretto di Vargas Guerra è uno dei sei distretti della provincia di Ucayali, in Perù. Si trova nella regione di Loreto e si estende su una superficie di 1.846,49 chilometri quadrati.
Istituito il 8 giugno 1936, ha per capitale la città di Orellana.